# Национальная народная партия (Индонезия)
Национа́льная наро́дная па́ртия (индон. Partai Rakyat Nasional, PRN) — политическая партия Индонезии, выступавшая с позиций национализма. Первоначально называлась Индонези́йская национа́льная па́ртия — «Merdéka» («Свобода»). Была основана в июле 1950 году в результате раскола Индонезийской национальной партии. Разногласия в партии появились ещё в мае того же года на партийном съезде, когда у сторонников Сидика Джойосукарто (индон. Sidik Djojosukarto) обнаружились разногласия с руководством партии. После раскола бывших членов Индонезийской национальной партии, основавших ННП, стали называть «правым уклоном в партии» и «агентами капитализма». Председателем партии стал доктор Дьоди Гондокусомо (индон. Dr.Djody Gondokusomo).
Партия имела 10 мест в Совете народных представителей. Абдулла Айдит (индон. Abdullah Aidit), один из членов парламента от ННП, был отцом лидера компартии Дипы Айдита. В октябре 1950 года ИНП-«Merdeka» стала единственной партией, не представленной в правительстве, которая голосовала в поддержку кабинета Натсира. Спустя несколько месяцев партия сменила название на ННП.
В 1951 году в партии состояло около 2 миллионов членов, хотя, вероятно, эта цифра сильно преувеличена.
В марте 1951 года партия присоединилась к Консультативной группе политических партий.
В 1953 году в первом кабинете Али Састроамиджойо лидер Национальной народной партии Гондокусомо получил пост министра юстиции. В ноябре того же года на пост министра сельского хозяйства был назначен член ННП И Густи Где Раке (индон. I Gusti Gde Rake).
На парламентских выборах 1955 года Национальная народная партия получила 242 125 голосов (0,6 %)и два места в парламенте. После выборов партия вошла в состав Национальной прогрессивной фракции.
В 1956 году в партии произошёл раскол на две фракции, в одну из них входили партийные лидеры с Явы во главе с Гондокусомо, в другую — лидеры с других регионов Индонезии, возглавляемые Бебаса Даелинг Лао (индон. Bebasa Daeng Lalo). Оппозиционную фракцию поддержали министры в правительстве Бурханутдина Харахапа — Ф.Лаох (индон. F. Laoh) и Гунаван (индон. Gunawan).
Национальная народная партия поддержала концепцию Сукарно о направляемой демократии.
У партии была своя женская организация, которая называлась «Женщины нации» (индон. Wanita Nasional), в 1960 году в ней было 90 местных отделений.